# Bert Romp
Berend (Bert) Romp (ur. 4 listopada 1958 w Veendam, zm. 4 października 2018 w Tilburgu) – holenderski jeździec sportowy. Złoty medalista olimpijski z Barcelony.
Specjalizował się w skokach przez przeszkody. Igrzyska w 1992 były jego pierwszą olimpiadą, w igrzyskach brał udział także cztery lata później. Po złoto sięgnął w drużynie. Wspólnie z nim startowali: Piet Raijmakers, Jan Tops oraz Jos Lansink W 2006 zdobył tytuł mistrza świata (w drużynie).
Zmarł 4 października 2018 roku w wyniku uderzenia przez konia. W środę po południu Bert wprowadzał konia do przyczepy. Niestety zwierzę się spłoszyło i tylnym kopytem kopnęło Berta w twarz. Sportowiec stracił przytomność i od razu został przetransportowany do szpitalu w Tilburgu. Lekarzom nie udało się go uratować. 
Jeździec zmarł w czwartek przed południem. Osierocił trzech synów.

## Starty olimpijskie (medale)
Barcelona 1992
- konkurs drużynowy (na koniu Waldo E) –  złoto